# Dicranomyia umbonis
Dicranomyia umbonis là một loài ruồi trong họ Limoniidae. Chúng phân bố ở miền Ấn Độ - Mã Lai.